# Thaumatococcus
Thaumatococcus is een geslacht uit de familie Marantaceae. Het geslacht telt twee soorten die voorkomen in West-Afrika en Centraal-Afrika.

## Soorten
- Thaumatococcus daniellii (Benn.) Benth. ex Eichler
- Thaumatococcus flavus A.C.Ley